# Strasshof an der Nordbahn
Strasshof an der Nordbahn je městys v Rakousku ve spolkové zemi Dolní Rakousy v okrese Gänserndorf.

## Geografie

### Geografická poloha
Strasshof an der Nordbahn se nachází ve spolkové zemi Dolní Rakousy v regionu Weinviertel. Rozloha území městyse činí 11,68 km², z nichž 21 % je zalesněných.

### Části obce
Území městyse Strasshof an der Nordbahn se skládá pouze z jedné části.

### Sousední obce
- na severu: Bockfließ, Auersthal, Schönkirchen-Reyersdorf
- na východě: Gänserndorf
- na jihu: Markgrafneusiedl
- na západě: Deutsch-Wagram

## Politika

### Obecní zastupitelstvo
Obecní zastupitelstvo se skládá z 33 členů. Od komunálních voleb v roce 2015 zastávají následující strany tyto mandáty:
- 22 SPÖ
- 4 Dr. Ebhart
- 3 FPÖ
- 2 ÖVP
- 2 GRÜNE

### Starosta
Nynějším starostou městyse Strasshof an der Nordbahn je Ludwig Deltl ze strany SPÖ.